# Бикел, Питер Джон
Питер Джон Бикел (англ. Peter John Bickel; род. 21 сентября 1940, Бухарест, Румыния) — американский учёный в области математической статистики.

## Биография
Родился в Бухаресте в семье врача-гинеколога и философа Элиезера (Лотара) Бикеля и Мадлен Москович (1917, Черновицы — ?), сочетавшихся браком за год до того. Племянник писателя Шлойме Бикла (в чьей семье жил некоторое время после смерти отца), двоюродный брат правоведа Александра Бикела (1924—1974). Семья пережила Вторую мировую войну в Бухаресте, а в 1948 году с образованием Социалистической Республики Румынии эмигрировала во Францию и годом позже в Канаду. В одиннадцатилетнем возрасте остался без отца. До 1957 года жил в Онтарио, затем семья переехала в Калифорнию.
Изучал физику в Калифорнийском технологическом институте (1957—1959), затем продолжил обучение в Калифорнийском университете в Беркли, где в 1963 году защитил диссертацию доктора философии в математике под руководством Эриха Лео Лемана. С 1964 года — в Калифорнийском университете в Беркли (с 1970 года — профессор), где также занимал должности заведующего отделением статистики и декана факультета естественных наук.
Основные научные труды в области асимптотической теории, непараметрической статистики, статистических приложений к прогнозированию погоды и геномике.
Действительный член Американской академии искусств и наук (1986), Национальной академии наук США (1986), иностранный член Королевской академии наук и искусств Нидерландов (1995), фелло Американской статистической ассоциации (1973). Был президентом Общества математической статистики и теории вероятностей имени Бернулли и Института математической статистики. Среди других наград — Стипендия Гуггенхайма (1970), Стипендия Мак-Артура (1984), премия Комитета президентов статистических обществ (1981), Лекторская награда имени Р. А. Фишера (2013), Орден Оранских-Нассау (2006). Почётный доктор Еврейского университета в Иерусалиме (1986) и Швейцарской высшей технической школы Цюриха (2014).
Среди его учеников — Джефф Ву, Янкинг Фан, Дональд Эндрюс, Елизавета Левина и Марк ван дер Лаан.

## Семья
- Жена (с 1964 года) — Нэнси Креймер, двое детей.

## Монографии
- Robust Estimates of Location: survey and advances (с соавторами). Princeton: Princeton University Press, 1972.
- Mathematical Statistics: basic ideas and selected topics. San Francisco: Holden-Day, 1977, 2015.
- П. Бикел, К. Доксам. Математическая статистика.  Вып. 1 и 2. М.: Финансы и статистика, 1983.
- Efficient and Adaptive Estimation for Semiparametric Models (с соавторами). Baltimore: Johns Hopkins University Press, 1993.
- A New Methodology for Evaluating Incident Detection Algorithms (с соавторами). Berkeley: University of California at Berkeley, 2000.